# Цугумомо
Цугумомо (яп. つぐもも) — манга Ёсикадзу Хамады, выходящая в бесплатном онлайн-журнале Web Comic High! издательства Futabasha с декабря 2007 года. До начала работы над «Цугумомо» мангака иллюстрировал различные ранобэ, и именно эта манга стала для него первой большой работой.
Аниме-адаптация манги была создана студией Zero-G и демонстрировалась с апреля по июнь 2017 года. Второй сезон аниме начал трансляцию 5 апреля 2020  по 21 июня 2020

## Сюжет
Действие сюжета разворачивается вокруг юноши по имени Кадзуя Кагами (яп. 加賀見 一也 Кагами Кадзуя). В его владении имеется пояс оби с мотивами сакуры, и однажды из этого пояса возникает цукумогами — его дух. Странноватая голубоволосая девушка, представившаяся Кирихой (яп. 桐葉 Кириха), заявляет, что отныне Кадзуя является её рабом, что превращает его жизнь в настоящее испытание.

## Медиа

### Манга
Ёсикадзу Хамада создал мангу «Цугумомо» и начал её выпуск в 2007 году. Изначально она публиковалась в веб-журнале Comic Seed! издательства Futabasha, затем 20 августа 2008 года переместилась в журнал WEB Comic High!. Позже она переехала в новый журнал издательства Monthly Action, вместе с выходом его первого номера 25 мая 2013 года.
Завязка сюжета будущей манги была опубликована автором как додзинси к 72 Комикету (август 2007 года). В ней автор рассказал о встрече Кадзуи и Кирихи, а также ввёл многих персонажей, хотя при сериализации содержание было переработано.
В России манга лицензирована и выпускается издательством «Палма Пресс» в серии Fun Manga, позиционируемой компанией как «самая смешная манга мира».
| №  | Оригинальное японское издание | Оригинальное японское издание | Издание на русском языке | Издание на русском языке |
| №  | Дата публикации               | ISBN                          | Дата публикации          | ISBN                     |
| -- | ----------------------------- | ----------------------------- | ------------------------ | ------------------------ |
| 1  | 28 июля 2008 года             | ISBN 978-4-575-83509-0        | 22 апреля 2010 года      | ISBN 978-5-91636-038-7   |
| 2  | 11 апреля 2009 года           | ISBN 978-4-575-83609-7        | 21 сентября 2010 года    | ISBN 978-5-91636-075-2   |
| 3  | 10 октября 2009 года          | ISBN 978-4-575-83682-0        | 2011 год                 | ISBN 978-5-91636-081-3   |
| 4  | 12 мая 2010 года              | ISBN 978-4-575-83768-1        |                          |                          |
| 5  | 12 ноября 2010 года           | ISBN 978-4-575-83837-4        |                          |                          |
| 6  | 12 июля 2011 года             | ISBN 978-4-575-83926-5        |                          |                          |
| 7  | 12 января 2012                | ISBN 978-4-575-84018-6        |                          |                          |
| 8  | 12 июня 2012                  | ISBN 978-4-575-84081-0        |                          |                          |
| 9  | 12 октября 2012               | ISBN 978-4-575-84127-5        |                          |                          |
| 11 | 12 июля 2013                  | ISBN 978-4-575-84261-6        |                          |                          |
| 12 | 10 февраля 2014               | ISBN 978-4-575-84344-6        |                          |                          |
| 13 | 10 июня 2014                  | ISBN 978-4-575-84425-2        |                          |                          |
| 14 | 9 января 2015                 | ISBN 978-4-575-84559-4        |                          |                          |
| 15 | 9 мая 2015                    | ISBN 978-4-575-84617-1        |                          |                          |
| 16 | 10 октября 2015               | ISBN 978-4-575-84703-1        |                          |                          |
| 17 | 12 апреля 2016                | ISBN 978-4-575-84782-6        |                          |                          |
| 18 | 12 сентября 2016              | ISBN 978-4-575-84849-6        |                          |                          |
| 19 | 11 марта 2017                 | ISBN 978-4-575-84939-4        |                          |                          |
| 20 | 10 ноября 2017                | ISBN 978-4-575-85056-7        |                          |                          |
| 21 | 12 июня 2018                  | ISBN 978-4-575-85166-3        |                          |                          |
| 22 | 12 ноября 2018                | ISBN 978-4-575-85228-8        |                          |                          |
| 23 | 12 марта 2019                 | ISBN 978-4-575-85290-5        |                          |                          |
| 24 | 22 января 2020                | ISBN 978-4-575-85386-5        |                          |                          |
| 25 | 12 мая 2020                   | ISBN 978-4-575-85446-6        |                          |                          |

### Аниме
Аниме-адаптация была анонсирована вместе с выходом 18-го тома манги 12 сентября 2016 года, позже стало известно, что она будет в формате телесериала. Его премьера состоялась в апреле 2017 года. За режиссуру и сценарий отвечал Рёити Курая на студии Zero-G, а за музыку — Ясухару Таканаси (Pony Canyon). Аниме впервые транслировалось с 3 апреля по 19 июня 2017 года на каналах Animax, Tokyo MX и BS11. Всего было показано 12 серий. Crunchyroll приобрели права для стриминга сериала в Северной и Латинской Америке, Австралии, Новой Зеландии, Южной и Северной Африке, Европе и Ближнем Востоке.
Второй сезон аниме под заголовком Tsugu Tsugumomo был анонсирован позднее и запланирован к выходу 5 апреля 2020 года.
Новое 20-минутное OVA было создано, благодаря краудфандингу. Оно прилагалось к 24 тому манги, вышедшему 22 января 2020 года.

## Отзывы и критика
По мнению обозревателя онлайн-журнала «АниМаг» от Ёсикадзу Хамады, как новичка в деле создания манги, можно было ожидать различных ошибок и плохого исполнения, однако результат оказался другим. По его словам рисунок в «Цугумомо» хорош: присутствуют многочисленные детали, множество ракурсов, герои не похожи друг на друга и обладают своими уникальными чертами. Но главным и существенным недостатком произведения он называет «заштампованность», по словам рецензента «очевидный факт в том, что начинается данная история так, как начинались уже десятки, если не сотни подобных повествований», однако «дальше сюжет становится интересней и разнообразней». Также он отметил этти-особенности манги: в ней присутствует немало сцен в ванной и горячих источниках, «где нагота просто обязана быть». В послесловии второго тома манги Хамада даже пообещал раздеть всех героинь.
Качество рисунка отметил и рецензент сайта mangavest.ru: «чёткий и аккуратный, изначально он кажется упрощённым, что, кстати, весьма подходит жанру работы — комедии». Он высоко оценил и качество российского издания манги, отметив наличие суперобложки, бумагу отличного качества, отретушированность всех звуков и симпатичный шрифт.